# بيتر ساندرز (دراج)
بيتر ساندرز (بالإنجليزية: Peter Sanders)‏ هو دراج بريطاني، ولد في 19 مارس 1961 في لندن في المملكة المتحدة.

## وصلات خارجية
- بيتر ساندرز على موقع أرشيف الدراجات (الإنجليزية)
- بيتر ساندرز على موقع أوليمبيديا (الإنجليزية)